# Podnoszenie ciężarów na Letnich Igrzyskach Olimpijskich 2004 – waga półciężka mężczyzn
Rywalizacja w wadze do 94 kg mężczyzn w podnoszeniu ciężarów na Letnich Igrzyskach Olimpijskich 2004 odbyła się 23 sierpnia Hali Olimpijskiej Nikea. W rywalizacji wystartowało 25 zawodników z 18 krajów. Tytułu sprzed czterech lat nie obronił reprezentujący Grecję Akakios Kachiaswilis, który spalił wszystkie próby w podrzucie. Nowym mistrzem olimpijskim został Bułgar Milen Dobrew, srebrny medal wywalczył Chadżimurat Akkajew z Rosji, a trzecie miejsce zajął jego rodak - Eduard Tiukin.

## Wyniki
| Pozycja | Zawodnik             | Reprezentacja    | Grupa | Waga  | Rwanie | Rwanie | Rwanie | Podrzut | Podrzut | Podrzut | Wynik |
| Pozycja | Zawodnik             | Reprezentacja    | Grupa | Waga  | 1      | 2      | 3      | 1       | 2       | 3       | Wynik |
| ------- | -------------------- | ---------------- | ----- | ----- | ------ | ------ | ------ | ------- | ------- | ------- | ----- |
| 1. !    | Milen Dobrew         | Bułgaria         | A     | 92,58 | 180,0  | 185,0  | 187,55 | 217,5   | 220,0   | 225,0   | 407,5 |
| 2. !    | Chadżimurat Akkajew  | Rosja            | A     | 93,74 | 180,0  | 185,0  | 187,5  | 215,0   | 220,0   | 220,0   | 405,0 |
| 3. !    | Eduard Tiukin        | Rosja            | A     | 93,16 | 177,5  | 182,5  | 185,0  | 215,0   | 220,0   | 220,0   | 397,5 |
| 4       | Szahin Nasirinia     | Iran             | A     | 92,89 | 172,5  | 177,5  | 177,5  | 215,0   | 220,0   | 225,0   | 392,5 |
| 5       | Julio Luna           | Wenezuela        | A     | 93,35 | 170,0  | 170,0  | 175,0  | 215,0   | 220,0   | 225,0   | 390,0 |
| 6       | Hakan Yılmaz         | Turcja           | A     | 93,45 | 175,0  | 180,0  | 180,0  | 215,0   | 225,0   | 225,0   | 390,0 |
| 7       | Bachyt Achmietow     | Kazachstan       | A     | 93,56 | 180,0  | 185,0  | 185,0  | 210,0   | 215,0   | 215,0   | 390,0 |
| 8       | Anatolij Muszyk      | Ukraina          | A     | 89,33 | 170,0  | 175,0  | 177,5  | 207,5   | 212,5   | 215,0   | 387,5 |
| 9       | Santiago Martínez    | Hiszpania        | B     | 93,35 | 170,0  | 175,0  | 180,0  | 200,0   | 207,5   | 207,5   | 382,5 |
| 10      | Eugen Bratan         | Mołdawia         | B     | 93,10 | 170,0  | 175,0  | 180,0  | 205,0   | 210,0   | 210,0   | 380,0 |
| 11      | Nikolaos Kurtidis    | Grecja           | A     | 92,39 | 167,5  | 167,5  | 167,5  | 210,0   | 215,0   | 215,0   | 377,5 |
| 12      | Yoandry Hernández    | Kuba             | B     | 90,94 | 167,5  | 167,5  | 167,5  | 207,5   | 212,5   | 212,5   | 375,0 |
| 13      | Tadeusz Drzazga      | Polska           | B     | 92,43 | 162,5  | 167,5  | 170,0  | 200,0   | 207,5   | 207,5   | 370,0 |
| 14      | Arsen Kasabijew      | Gruzja           | B     | 91,20 | 150,0  | 155,0  | 160,0  | 195,0   | 205,0   | 207,5   | 362,5 |
| 15      | Alibay Samadov       | Azerbejdżan      | B     | 92,70 | 155,0  | 160,0  | 165,0  | 195,0   | 200,0   | —       | 360,0 |
| 16      | Asghar Ebrahimi      | Iran             | B     | 93,72 | 165,0  | 165,0  | 172,5  | 190,0   | 200,0   | 202,5   | 355,0 |
| 17      | Darío Lecman         | Argentyna        | B     | 93,37 | 155,0  | 155,0  | 165,0  | 185,0   | 185,0   | —       | 340,0 |
| 18      | Furkat Saidov        | Uzbekistan       | B     | 85,22 | 135,0  | 145,0  | 150,0  | 165,0   | 170,0   | 175,0   | 320,0 |
| 19      | Junior Faro          | Aruba            | B     | 93,82 | 132,5  | 137,5  | 140,0  | 167,5   | 167,5   | 175,0   | 307,5 |
| —       | Nikoła Kolew         | Bułgaria         | A     | 92,89 | 177,5  | 180,0  | 180,0  | 217,5   | 217,5   | 217,5   | —     |
| —       | Akakios Kachiaswilis | Grecja           | A     | 91,28 | 180,0  | 180,0  | 185,0  | 220,0   | 220,0   | 220,0   | —     |
| —       | Ramzi Al-Mahrous     | Arabia Saudyjska | B     | 90,81 | 150,0  | 155,0  | 155,0  | 190,0   | 190,0   | 190,0   | —     |
| —       | Nizami Pashayev      | Azerbejdżan      | A     | 92,45 | 180,0  | 180,0  | 180,0  | —       | —       | —       | —     |
| —       | Najim Al-Radwan      | Arabia Saudyjska | B     | 92,76 | 162,5  | 162,5  | 162,5  | —       | —       | —       | —     |
| —       | Vadim Vacarciuc      | Mołdawia         | A     | 93,35 | 175,0  | 175,0  | 175,0  | —       | —       | —       | —     |